# De Correspondent (reisverhaal)
De Correspondent is een bundel van 14 verhalen van Pieter Waterdrinker geschreven in Rusland in een periode tot 2014. Een van de verhalen is gekozen als titel voor de hele bundel.

## Inhoudsopgave van de verhalen en een korte samenvatting
- De orgelbouwer van Kazan

In een decembermaand rond de eeuwwisseling doet onze correspondent onderzoek naar de dood van een Hollandse orgelspeler. Hij belandt uiteindelijk in Kazan. Na ampel onderzoek wordt het duidelijk dat het om een orgelbouwer gaat, die werkzaam was in het conservatorium van de stad. De relatie met een Tataars meisje, Ajgoel, leek hem noodlottig te zijn geworden. De orgelbouwer werd beschouwd als een hond, een ongelovige. Pieter stapt in zijn voetsporen en wordt door criminelen in elkaar geslagen en door de plaatselijke politie de republiek Tatarstan uitgezet richting Moskou. Aldaar aangekomen krijgt hij een schrobbering wegens zijn nieuwsgierigheid voor een hem bekend diplomaat. De tweede autopsie in Nederland kwam ook uit op zelfmoord. Bovendien zou de ‘kale griezel’ die in Nederland aan de macht dreigt te komen, maar wat graag willen horen dat een Nederlander door moslims was omgebracht.
- Tsjaikovskistraat 40

Van 50.000 euro spaargeld kocht onze correspondent destijds flat 45 in dit eeuwenoude gebouw in Sint-Petersburg. De lagen 1 en 3 werden nog bewoond door bewoners die voortleven in de Sovjettijd. De lagen 2 en 4 worden bewoond door de nieuwe kapitalisten. Dit levert dan ook stof voor vele conflicten. Pieter beschrijft de historische en huidige bewoners. Onder de eersten is burggraaf Marie-Eugène-Melchior de Vogüé, die de Fransen vertrouwd maakte met de Russische literatuur van onder anderen Dostojevski. Hij huurde toevallig flat nummer 45. Ruim 400 vierkante meter van de bovenste etage is in handen van de beroemde operazangeres Galina Gorchakova en haar moeder.
- De Moskou-Nice Express

De oude spoorverbinding werd na HET schot in 1914 in Sarajevo gestaakt, maar in 2010 in ere hersteld. Tsjechov, Toergenjev en Lenin gingen hem voor. Nice blijkt opnieuw een Russische enclave. Pieter Waterdrinker ontmoet er de slavist en kunstverzamelaar René Guerra. 5000 schilderijen en 40.000 Russische boeken zijn in zijn bezit. Laatstgenoemde waarschuwt hem voor de eindstrijd tegen de Arabieren.
- Afterparty

Twintig zeer bevallige Russische schonen tronen de passerende Pieter mee naar een afterparty bij Aleksandr Pavlovitsj Safronov. Hij krijgt Lina achter zich aan, die ruzie heeft met een moedervlek op haar linkerbil, die haar carrière in de weg zit. De meegenomen Pieter ontsnapt gluiperig uit haar appartement.
- Herkomst Barentszzee

In Moermansk ontmoet Pieter Zeeuwen die in Russische kabeljauwquota handelen en een technisch ingenieur. Laatstgenoemde tekent op een servetje een ponton en 26 hijskranen, waarmee de gezonken Koersk zou kunnen worden geborgen. Maanden later is onze correspondent in Moskou toevallig bij de bezegeling van het Russisch-Nederlandse contract.
- Josephine Schartzkopf

In 1988 beleeft Pieter met Josephine een kerstliefde in Moskou, als zij fungeren als Maria & Jozef in een kerstspel. Ze verzekert hem dat hij alle kansen krijgt in 2013. Ze signeert haar foto en noemt het spottend ‘Het verdrag van Moskou’. Maar eerst wil ze regisseur worden. Na de aanvankelijke teleurstelling in 1988 begint onze correspondent nu het fatale jaar nadert het knap benauwd te krijgen.
- Een lezing in Wolfsburg

Bij het geven van een lezing wordt Pieter ontvangen door de zestigjarige Inge Becher. Zelf heeft hij meer zin in de jonge lerares Liza Braun. Maar Inge heeft nu eenmaal haar zinnen op Pieter gezet. Uiteindelijk weet hij maar net aan haar seksuele verlangens te ontsnappen. Terug in Moskou zegt oorlogsveteraan oom Kolja dat de Duitse vrouwen vet als pasteitjes en gewillig zijn.
- Een samenzwering op Rhodos

Pieter wordt uitgenodigd voor de dialoog der civilisaties. Het blijkt te gaan om een kruising tussen de Russische variant van de Bilderbergconferenties en het congres op Cuba, zoals beschreven door Harry Mulisch in "De ontdekking van de hemel". Terug in Rusland schrijft Pieter maanden later een positieve sfeerimpressie van de conferentie. De kop van de redactie boven het artikel maakte echter dat Pieter een nieuwe uitnodiging wel kan vergeten.
- De correspondent

“Ik heb altijd zoveel mogelijk aan de randen van de oorlog vertoefd, zo min mogelijk er middenin.”
Pieter & Julia brengen de eerste dag van hun jaarlijkse strandvakantie door op het Litouwse deel van de Kurische landtong. Die middag breekt de oorlog rond Zuid-Ossetië uit. Pieter wordt ingezet als oorlogscorrespondent. Via Turkije en Azerbeidzjan komt hij in Tbilisi. Georgië is in rep en roer, de Georgiërs schelden in het Russisch. Vele duizenden dollars aan taxiritten later staat de correspondent oog in oog met zijn gewonde landgenoot en collega Jeroen Akkermans, die het lijk van zijn cameraman Stan Storimans meevoert vanuit Gori.
Pieter besluit ter plekke dat hij helemaal geen correspondent is. Hij wil boeken schrijven.
“Ik wil nooit meer naar dit soort gebieden terug.”.
- Een avond in Sotsji

Pieter wordt abusievelijk gekidnapt door Olga P., de vrouw van een oligarch. Ze besluit hem toch maar haar verhaal te vertellen. Over hun enig kind, dochter Katja. Pa wilde haar in Engeland laten opgroeien en studeren in Cambridge, maar ze koos voor de Verenigde Staten. Na een korte tijd aan de Princeton-universiteit is ze nu tot haar vreugde een gevierd pornoactrice in San Francisco. Even plotseling als Pieter is meegetroond zet Olga hem weer op straat.
- Romantisch reveil

Onze correspondent schakelt over op de romantische vulpen. Het schrijven gaat hem nu gemakkelijk af, en hij schrijft snel ruim twintig verhalen in een schrift. Drie verhalen typt hij vervolgens uit op een typemachine. Schoonmaakster Nadja ruimt alles op en maakt alles zoek. Uiteindelijk vindt Pieter de drie uitgetypte vellen terug en besluit ze alle drie als laatste in deze bundel op te nemen.
- Eerste sneeuw

De 22-jarige studente Tanja wordt door de erfgenamen van een oude dame, die haar onderdak had verschaft, op straat gezet. Vervolgens wordt ze dood gereden door een automobilist, die politie en getuigen omkoopt. Getuige Alexander Osipov staat er machteloos bij.
- Konijntjes

Een getrouwde accountant, Alexander, raakt in de metro per ongeluk verstrengeld met een Russische vrouw. Ze neemt hem mee naar haar flat, ze bedrijven de liefde en zij blijft verdrietig en woedend achter. De vrouw van Alexander belt over de trappende baby in haar buik.
- Schone vijvers

De reeds dode schilder Peter Blok is nog in staat het leven te blijven aanschouwen. Hij beseft wel dat hij deze gave kwijtraakt op het naderende moment van zijn crematie. Het is een haastklus met het oog op de komende nationale feestdag. Hij aanschouwt de ontluikende liefde tussen Anna & Misja (Michael). Intussen wordt Peter beroofd van zijn zegelring, die hij mee wou nemen naar de crematie.